# Helen Liddell
Pour les articles homonymes, voir Liddell.
Helen Liddell Lawrie, baronne Liddell Coatdyke, née le 6 décembre 1950, est une femme politique britannique du Parti travailliste. Elle est députée pour Monklands Est de 1994 à 1997, puis pour Airdrie et Shotts jusqu'en 2005. 

## Biographie
Née Helen Lawrie Reilly, elle est la fille d'un père catholique et d'une mère protestante. 
Elle est diplômée d'un BA en économie de l'université de Strathclyde puis rejoint le Parti travailliste, où elle est devient la première femme secrétaire générale du mouvement en Écosse, à l'âge de 26 ans, occupant cette fonction de 1977 à 1978. 